# Symphyoiulus impartitus
Symphyoiulus impartitus är en mångfotingart som först beskrevs av Karsch 1888.  Symphyoiulus impartitus ingår i släktet Symphyoiulus och familjen kejsardubbelfotingar. Inga underarter finns listade i Catalogue of Life.